# Кишеньки
Кише́ньки (укр. Кише́ньки) — село,
Светлогорский сельский совет,
Кобелякский район,
Полтавская область,
Украина.
Код КОАТУУ — 5321886403. Население по переписи 2001 года составляло 243 человека.

## Географическое положение
Село Кишеньки находится на правом берегу дельты реки Ворскла,
ниже по течению примыкает село Светлогорское.
По селу протекает пересыхающий ручей с запрудой.

## История
- В 1657 году создана Кишеньковская сотня, которая входила в состав Полтавского (1657—1661 гг.), Кременчугского (1661—1663 гг.) и опять Полтавского (1663—1764 гг.) полков.
- В XIX — начало XX веков — местечко Кишенка[3].
- В 1923—1962 годах — центр Кишеньковского района.

## Экономика
- Рыбохозяйство.
- Базы отдыха «Маяк».

## Объекты социальной сферы
- Конноспортивное среднее учебное заведение.
- Клуб.

## Известные уроженцы
- Погребняк, Маркиан Петрович (1902—1976) — советский военачальник, генерал-майор.
- Рудичев, Иван Афанасьевич (1881—1958) — украинский общественный и политический деятель, первый директор Библиотеки имени Симона Петлюры в Париже.